# 湳雅 (彰化縣)
湳雅，是臺灣彰化縣社頭鄉的一個傳統地域名稱，位於該鄉北部中段及東段。相較於今日行政區，其範圍大致包括協和村、湳雅村、龍井村。

## 歷史
台灣清治末期至日治初期，湳雅地區為一街庄，稱為「湳雅庄」，隸屬於武東堡。該庄北與柴頭井庄為鄰，東與施厝坪庄為鄰，南邊為石頭公庄、舊社庄，西邊為枋橋頭庄、大饒庄、萬年庄。
1901年（日治明治三十四年）11月，全台廢縣廳改設二十廳，該庄隸屬於彰化廳。1903年（明治三十六年）6月，該庄編入「湳雅區」，隸屬於彰化廳。1909年（明治四十二年）10月，合併二十廳為十二廳，湳雅區改隸屬於臺中廳。1920年（大正九年），該庄改制為「湳雅」大字，隸屬於臺中州員林郡社頭庄。
戰後社頭庄改制為社頭鄉，隸屬於臺中縣，大字亦改制為村。1950年10月，中、彰、投分治，社頭鄉改隸屬彰化縣。

## 聚落
本地區發展較早的聚落為湳雅下、湳雅中、湳雅上、下豹厝，在日治期初期的官方地圖上已有記載。此外，本地區尚有田中央、楓樹公、魚池內、崎仔腳、滴水坑、大脊樑、滴水崁、湳雅山、北勢頭、月眉池、水井等聚落。

## 交通
縣道137號（山腳路四段～三段）是彰化至二水源泉的道路，主要沿八卦台地西側山麓地帶而行，大致以西北—東南走向繞大彎轉東北—西南走向再轉縱向再轉西北—東南走向蜿蜒經過本地區中部偏西地帶。由該道路向西北轉北北東可前往員林、大村、花壇、彰化，向東南轉南南東可前往田中、二水等地。
縣道139號（八卦路）是伸港鄉新港至鹿谷鄉初鄉的道路，本地區所在路段係沿八卦台地稜線而築，大致以縱向蜿蜒經過本地區東部邊界外不遠處。由該道路向北可前往芬園鄰員林邊界地帶、芬園與大村交界地帶、芬園與花壇交界地帶、花壇與彰化交界地帶、彰化、和美、線西等地，向南可前往南投、中寮、集集、鹿谷等地。
鄉道彰77線（八堡一圳兩岸道路、新雅路、松雅路）是員林至社頭的道路，大致以西北—東南走向到達本地區西部邊界，繞大彎轉東北—西南走向沿邊界而行，至縣道84線（新雅路）路口轉東微北與其共線約20公尺，至松雅路路口轉南獨自沿邊界而行，後於本地區西南角出境。由該道路向西北轉北北西可前往大饒與萬年交界地帶、員林市中心東南部並止於縣道148號路口，向南可前往舊社並止於鄉道彰154線路口。
鄉道彰84線（新雅路）是新厝仔至中湳雅的道路，其東側端點位於本地區中部偏西的縣道137號路口。由此向西微南經鄉道彰77線路口並出境後，可前往大饒與枋橋頭交界地帶並止於縣道141號路口。

## 學校
- 湳雅國小